# Blood Fire Death
Blood Fire Death är det svenska black metal/viking metal-bandet Bathorys fjärde album, utgivet 1988 som 12" vinyl genom Black Mark Production, och senare återutgivet. Musikstilen är mestadels black metal med en del thrash metal-influenser men man hör även spår av vad som senare skulle komma att bli känt som viking metal (vars musikstil mestadels har långa, episka låtar med texter som förtäljer nordisk mytologi) på titelspåret och A Fine Day to Die. I övrigt förtäljer det lyriska temat mestadels medeltida och religiösa ämnen och det ursprungliga lyriska och visuella satanistiska temat på plattans föregångare har nästan helt strukits. Albumets titel har inspirerat titeln till den svenska reportageboken Blod, eld, död.

## Subliminala meddelanden
Skivan innehåller två namndikter. De första bokstäverna till texterna till The Golden Walls of Heaven och Dies Irae bildar ordet "Satan" och "Christ the Bastard Son of Heaven".

## Låtlista
Sida A
1. "Odens Ride over Nordland" (instrumental) – 3:14
2. "A Fine Day to Die"  – 8:49
3. "The Golden Walls of Heaven" – 5:14
4. "Pace 'till Death" – 3:40
5. "Holocaust" – 3:24

Sida B
1. "For All Those Who Died" – 4:55
2. "Dies Irae" – 5:04
3. "Blood Fire Death" – 10:33

Återutgåva 1993 (CD)
1. "Odens Ride over Nordland" – 3:00
2. "A Fine Day to Die"  – 8:36
3. "The Golden Walls of Heaven" – 5:22
4. "Pace 'till Death" – 3:41
5. "Holocaust" – 3:25
6. "For All Those Who Died" – 4:57
7. "Dies Irae" – 5:12
8. "Blood Fire Death" – 10:30
9. "Outro" (instrumental) – 0:58

Text och musik: Quorthon (utan texten till "For All Those Who Died" som är från en dikt av Erica Jong)

## Medverkande
Musiker (Bathory-medlemmar)
- Quorthon (Thomas Börje Forsberg) – sång, gitarr, percussion, effekter, text & musik
- Vvornth – trummor (flera olika trummiser i Bathory har kallats "Vvornth")
- Kothaar – basgitarr (flera musiker i Bathory har kallats "Kothaar")

Produktion
- Boss (Stig Börje Forsberg) – producent, ljudtekniker, ljudmix
- Quorthon – producent, omslagsdesign
- Andy Dacosta – mastering
- Peter Nicolai Arbo – omslagskonst (målningen "Åsgårdsreien" från 1872)
- Pelle Mattéus – foto